# Dorchester (Dorset)
Dorchester é uma cidade e paróquia civil do distrito de West Dorset, no Condado de Dorset, na Inglaterra. Sua população é de 19.634 habitantes (2015). Dorchester foi registrada no Domesday Book de 1086 como Dorecestre/Dorecestra.